# Aaron Nemane
Aaron Evans Nemane (Amiens, 26 september 1997) is een Engels betaald voetballer van Franse komaf die onder contract staat bij Manchester City FC. Hij speelt bij voorkeur als aanvaller. Manchester City verhuurde hem al aan Rangers FC, Go Ahead Eagles en AFC Tubize.

## Clubstatistieken
| Seizoen                        | Club               | Land            | Competitie      | Competitie | Competitie | Beker | Beker | Internationaal | Internationaal | Overig | Overig | Totaal | Totaal |
| Seizoen                        | Club               | Land            | Competitie      | Wed.       | Dlp.       | Wed.  | Dlp.  | Wed.           | Dlp.           | Wed.   | Dlp.   | Wed.   | Dlp.   |
| ------------------------------ | ------------------ | --------------- | --------------- | ---------- | ---------- | ----- | ----- | -------------- | -------------- | ------ | ------ | ------ | ------ |
| 2017/18                        | Manchester City FC | Engeland        | Premier League  | 0          | 0          | 0     | 0     | 0              | 0              | 0      | 0      | 0      | 0      |
| 2017/18                        | → Rangers FC       | Schotland       | Premiership     | 5          | 0          | 1     | 0     | 0              | 0              | 0      | 0      | 6      | 0      |
| 2017/18                        | → Go Ahead Eagles  | Nederland       | Eerste divisie  | 17         | 2          | 0     | 0     | 0              | 0              | 0      | 0      | 17     | 2      |
| 2018/19                        | → AFC Tubize       | België          | Eerste klasse B | 15         | 0          | 1     | 0     | 0              | 0              | 0      | 0      | 16     | 0      |
| Carrière totaal                | Carrière totaal    | Carrière totaal | Carrière totaal | 37         | 2          | 2     | 0     | 0              | 0              | 0      | 0      | 39     | 2      |
| Bijgewerkt tot 22 januari 2019 |                    |                 |                 |            |            |       |       |                |                |        |        |        |        |